# Ступино (муниципальное образование город Ефремов)
Ступино — село в Ефремовском районе Тульской области России.
В рамках административно-территориального устройства является центром Ступинского сельского округа Ефремовского района, в рамках организации местного самоуправления входит в муниципальное образование город Ефремов со статусом городского округа.

## История
Село впервые упоминается в писцовых книгах в 1690 году. Эти земли были получены дьяком Ступиным за службу Петру I. В начале XVIII века дьяк владел 159 крестьянами мужского пола.
В 1719 году была возведена деревянная церковь Михаила Архангела. В 1783—1786 годах подполковник Пётр Иванович Бибиков возвёл каменный храм.
31 мая 1837 года в селе Ступино родился писатель Николай Васильевич Успенский.
Действительный тайный советник Виктор Александрович Бибиков открыл в 1856 году начальное народное училище, которое было преобразовано в земскую школу.
В 1887 году в Ступино открылась земская больница на 12 коек.
В конце XIX века окрестности села принадлежали роду Бибиковых и Дмитрию Фёдоровичу Самарину.
После революции 1917 года на базе имений Самарина был создан совхоз.
В 1924 году Ступино вошло в Шиловский район, был образован сельсовет, который возглавил К. В. Алёшин. Школой заведовал М. К. Фетисов. Также действовала изба-читальня под руководством К. И. Ефремычева. Образовалось Ступинское сельскохозяйственное товарищество.
7 октября 1925 года в селе родилась заслуженная артистка РСФСР Людмила Михайловна Фетисова.
В годы коллективизации возник колхоз «Ударник», который позже объединили с совхозом «Соревнование».
В 1930-е годы колокольня храма Михаила Архангела была разобрана до основания. Сам храм был переоборудован под тракторную станцию.
Во время Великой Отечественной войны село находилось в 10 километрах от фронта. На фронт ушли около 80 сельчан.
В 1950-е годы в Ступино действовало родильное отделение.
В 1976 году в селе был образован детский сад.
В 2015 году началась реставрация храма Михаила Архангела.

## Этимология
После постройки в селе церкви Михаила Архангела, официальным названием являлось Архангельское.
Нынешнее название дано по имени владельца окрестностей села дьяка Ступина.

## География
Расположено на правом берегу реки Красивая Меча, в 297 км к югу от Москвы, 132 км к юго-востоку от Тулы и 27 км к востоку от города Ефремов.

## Население
| 2002 | 2004 | 2010 |
| ---- | ---- | ---- |
| 422  | ↗484 | ↘418 |